# Lien Internet du Nord-Ouest
Lien Internet du Nord-Ouest (LINO) était un fournisseur d'accès Internet (FAI) situé en Abitibi-Témiscamingue.

## Historique
Fondée à Val-d'Or en 1995 par les frères Sylvain et Stéphan Juteau, LINO était alors le premier FAI à desservir la région.
En 1997, la compagnie de téléphonie Télébec aquiert la compagnie, qui devient une filiale à part entière. La même année, le câblodistributeur Cablevision se lance dans l'accès au service Internet et devient son principal compétiteur.
En 1998, LINO rejoint la famille Sympatico de Bell et devient Lino Solutions Internet de Télébec. La même année, LINO prend de l'expansion et ouvre un bureau à Victoriaville. Elle procède également à l'achat de l'entreprise de conception de sites web GéoRadaar, ajoutant ainsi de nouveaux services à son offre.
En 2000, LINO achète les actions d'Inter-réseau, un fournisseur qui dessert les secteurs de Maniwaki et Mont-Laurier, dans la région de l'Outaouais.
En 2001, Télébec achète Cablevision, qui devient alors une filiale de Bell.
En 2002, la page d'accueil est transformée en portail. En 2003, la mention LINO est remplacée par  Télébec Internet et depuis 2005, la page redirige vers le site de Télébec Internet.
Au moment de sa disparition, l'entreprise employait plus de 40 personnes.

## Technologie
LINO était reliée à la dorsale Internet par une connexion T1 non-fractionnée, ce qui en faisait le fournisseur le plus rapide de la région (1,536 Mbit/s).
À ses débuts, la compagnie n'offrait que l'accès par modem téléphonique, mais a ultérieurement ajouté la technologie haute-vitesse DSL.

## Distinctions
LINO a remporté le titre de l'entreprise de l'année lors du Gala annuel de la Chambre de commerce de Val-d'Or en 1999. Au cours du même événement, elle a également remporté le « Filon » Investissement et figuré parmi les finalistes dans les catégories Développement des ressources humaines et qualité de vie en entreprise.
En 2000, elle remporte le prix Extra investissement - Formation et création d'emplois par la Chambre de commerce de Rouyn-Noranda.
En 2001, LINO se distingue à nouveau au Gala de la Chambre de commerce de Val-d'Or, remportant le « Filon » dans la catégorie Innovation technologique.